# حرب بلاف
حرب بلاف (بالإنجليزية: Bluff War)‏، المعروفة أيضًا باسم حرب بوزي لعام 1915، أو حرب بولك وبوزي هي واحدة من آخر النزاعات المسلحة بين الولايات المتحدة والأمريكيين الأصليين. بدأت في مارس 1914 وكانت نتيجة لحادث بين راعٍ من يوتا وتسي ني غات، ابن زعيم قبيلة بايوتي ناراغوينيب (بولك). برزت أهميتها بسبب اشتراك الزعيم بوزي وعصابته من المتمردين التي ساعدت بولك على خوض حرب عصابات صغيرة ضد مستوطني المورمون المحليين ورجال شرطة نافاجو. تركز الصراع على بلدة بلاف، يوتا وانتهت في مارس 1915 مع استسلام بولك وبوزي لجيش الولايات المتحدة.

## الحرب

### حادثة جبل يوت
لعب الزعيم بوزي دورًا بارزًا في الحرب، إذ كانت عصابته هي التي حملت السلاح في البداية. بين عامي 1881 و1923، قاد بوزي مقاتليه في العديد من المناوشات ضد النافاجو والمستوطنين الأمريكيين، وقتل عددًا منهم، بعضهم في «مذبحة بينهوك» على المنحدرات الشمالية الغربية لجبال لا سال. ضمت عصابته نحو 100 شخص، كانوا من قبيلتي يوت وبايوتي، وكانت عصابة مخيفة ومعروفة. لم يكن أتباع بولك وبوزي يقيمون في محمية، وذلك على عكس معظم القبائل الأمريكية الأصلية، بل عاشوا بالقرب من بلدة بلاف، حول أخدودي آلين ومونتيزوما. في النهاية، في عام 1905 فشلت محاولات بوزي لإبقاء التوسع الغربي بعيدًا عنهم، عندما تأسست مدينة بلاندنيغ، المعروفة آنذاك باسم غرايسون، في وسط آخر مناطق الصيد البارزة لقبيلة يوت. على مدى السنوات العشر التالية، حدثت معارك متفرقة، حتى مارس 1914 عندما زُعم أن تسي ني غات، ابن الزعيم بولك، سرق وقتل راع من إثنية مكسيكية اسمه خوان شاكون في محمية جبل يوت في كولورادو. كان شاكون قد خيّم مع مجموعة من اليوت والبايوتي من عصابة بولك، وكان بينهم ابنه تسي ني غات، المعروف أيضًا باسم إيفريت هاتش. بعد بضعة أيام، عُثر على شاكون ميتًا وادعى الشهود أن تسي ني غات كان المسؤول عن مقتله. دافع الرئيس بولك عن تصرفات ابنه، لذلك عندما حاول رجال شرطة نافاجو القبض على تسي ني غات، طردهم بولك بنيران البنادق. على مدى الأشهر الستة التالية، وزعت الصحف في جميع أنحاء الولايات المتحدة تقارير حول الحادث. وبحلول ذلك الوقت، كان بولك قد أخذ عصابته، نحو خمسة وثمانين شخصًا، إلى منطقة جبل نافاجو. ثم انضم إليهم الزعيم بوزي ومقاتلوه، ممهدين الطريق لمعركة. أفادت الصحف المحلية أن «هاتش (تسي ني غات) سيئ الصيت ويُعرف بأنه رجل سيئ» وأن جماعته «تروع» المستوطنين في منطقة بلاف، وقالوا إن تسي ني غات «محصن بقوة» بخمسين مقاتلًا (يدعون البريفز أو الشجعان) مستعدين للوقوف بجانبه حتى آخر رجل».